# 28-й армейский артиллерийский полк (СССР, 1941—1945)
28-й армейский артиллерийский полк, он же может называться 28-й корпусной артиллерийский полк — воинская часть Вооружённых сил СССР во время Великой Отечественной войны.

## История
Сформирован в 1939 году. На вооружении полка состояли 152-миллиметровые гаубицы-пушки.
Участвовал в Финской кампании, действовал на участке 123-й стрелковой дивизии.
В составе действующей армии с 22.06.1941 по 10.08.1943 года.
С началом боевых действий находился на участке обороны 19-го стрелкового корпуса. Как представляется в начале июля 1941 года, один из дивизионов полка был снят с позиций и отправлен на Лужский оборонительный рубеж, как и ряд других соединений 23-й армии, где вошёл в состав 51-го корпусного артиллерийского полка Северного и Ленинградского фронтов.
Полк отступал вместе с армией и к сентябрю 1941 года отступил до старой (до 1940 года) советско-финской границе на Карельском перешейке, в сентябре 1941 года переброшен на южные подступы к Ленинграду. Весной 1942 года вновь переправлен на Карельский перешеек, откуда осенью 1942 вновь был изъят для участия в прорыве блокады Ленинграда, а затем до лета 1943 года обеспечивал огневую поддержку войскам, ведущим бои в районе Синявино.
10.08.1943 преобразован в 267-й гвардейский армейский пушечный артиллерийский полк.

## Подчинение
| Дата            | Фронт (округ)               | Армия             | Корпус (группа)        | Примечания                                                    |
| --------------- | --------------------------- | ----------------- | ---------------------- | ------------------------------------------------------------- |
| 22.06.1941 года | Ленинградский военный округ | 23-я армия        | 19-й стрелковый корпус | c 24.06.1941 — Северный фронт                                 |
| 01.07.1941 года | Северный фронт              | 23-я армия        | 19-й стрелковый корпус | -                                                             |
| 10.07.1941 года | Северный фронт              | 23-я армия        | 19-й стрелковый корпус | (кроме одного дивизиона в составе Лужской оперативной группы) |
| 01.08.1941 года | Северный фронт              | 23-я армия        | 19-й стрелковый корпус | -                                                             |
| 01.09.1941 года | Ленинградский фронт         | 23-я армия        | -                      | -                                                             |
| 01.10.1941 года | Ленинградский фронт         | 42-я армия        | -                      | -                                                             |
| 01.11.1941 года | Ленинградский фронт         | 42-я армия        | -                      | -                                                             |
| 01.12.1941 года | Ленинградский фронт         | 55-я армия        | -                      | -                                                             |
| 01.01.1942 года | Ленинградский фронт         | 55-я армия        | -                      | -                                                             |
| 01.02.1942 года | Ленинградский фронт         | 55-я армия        | -                      | -                                                             |
| 01.03.1942 года | Ленинградский фронт         | 23-я армия        | -                      | -                                                             |
| 01.04.1942 года | Ленинградский фронт         | 23-я армия        | -                      | -                                                             |
| 01.05.1942 года | Ленинградский фронт         | 23-я армия        | -                      | -                                                             |
| 01.06.1942 года | Ленинградский фронт         | 23-я армия        | -                      | -                                                             |
| 01.07.1942 года | Ленинградский фронт         | 23-я армия        | -                      | -                                                             |
| 01.08.1942 года | Ленинградский фронт         | 23-я армия        | -                      | -                                                             |
| 01.09.1942 года | Ленинградский фронт         | 23-я армия        | -                      | -                                                             |
| 01.10.1942 года | Ленинградский фронт         | -                 | -                      | -                                                             |
| 01.11.1942 года | Ленинградский фронт         | 67-я армия        | -                      | -                                                             |
| 01.12.1942 года | Ленинградский фронт         | 67-я армия        | -                      | -                                                             |
| 01.01.1943 года | Ленинградский фронт         | 67-я армия        | -                      | -                                                             |
| 01.02.1943 года | Ленинградский фронт         | 67-я армия        | -                      | -                                                             |
| 01.03.1943 года | Ленинградский фронт         | 67-я армия        | -                      | -                                                             |
| 01.04.1943 года | Ленинградский фронт         | 67-я армия        | -                      | -                                                             |
| 01.05.1943 года | Ленинградский фронт         | 2-я ударная армия | -                      | -                                                             |
| 01.06.1943 года | Ленинградский фронт         | 2-я ударная армия | -                      | -                                                             |
| 01.07.1943 года | Ленинградский фронт         | 2-я ударная армия | -                      | -                                                             |
| 01.08.1943 года | Ленинградский фронт         | 67-я армия        | -                      | -                                                             |

## Командование
- Николай Михайлович Лобанов

## Отличившиеся воины полка
| Награда | Ф. И. О.                     | Должность                     | Звание            | Дата награждения | Примечания       |
| ------- | ---------------------------- | ----------------------------- | ----------------- | ---------------- | ---------------- |
|         | Маргулис, Давид Львович      | командир батареи              | старший лейтенант | 15.01.1940       |                  |
|         | Пулькин, Григорий Степанович | кузнец артиллерийской батареи | красноармеец      | 15.01.1940       | погиб 12.01.1945 |

## Другие артиллерийские полки с тем же номером
- 28-й корпусной (пушечный) артиллерийский полк
- 28-й гаубичный артиллерийский полк 28-й танковой дивизии
- 28-й артиллерийский полк 28-й танковой дивизии
- 28-й запасный артиллерийский полк Брянского, 2-го Прибалтийского и Ленинградского фронтов